# 莫克文西基胡托里
50°58′42″N 26°30′24″E / 50.97833°N 26.50667°E
莫克文西基胡托里（烏克蘭語：Моквинські Хутори），是烏克蘭西北部的村莊，隸屬里夫內州的里夫內區。該村面積1.04平方公里，海拔高度177米，2001年人口346，人口密度每平方公里332.7人。